# جون أدير
جون أدير (بالإنجليزية: John Adair) (و. 1757 – 1840 م) هو سياسي من الولايات المتحدة الأمريكية .
تولى منصب عضو مجلس الشيوخ الأمريكي .